# Quercus viveri
Quercus viveri là một loài thực vật có hoa trong họ Cử. Loài này được Sennen ex A.Camus miêu tả khoa học đầu tiên năm 1936.